# لوقا ميتشيل
لوقا ميتشيل (بالإنجليزية: Luke Mitchell)‏ هو عارض وممثل أسترالي، ولد في 17 أبريل 1985 بغولد كوست في أستراليا.

## أعمال

### مسلسلات
- عملاء شيلد
- نقطة عمياء

## وصلات خارجية
- لوقا ميتشيل على موقع IMDb (الإنجليزية)
- لوقا ميتشيل على موقع ألو سيني (الفرنسية)
- لوقا ميتشيل على موقع أول موفي (الإنجليزية)
- لوقا ميتشيل على موقع قاعدة بيانات الفيلم (الإنجليزية)
- لوقا ميتشيل على موقع كينوبويسك (الروسية)